# Баточина
Баточина е село в Сърбия, Шумадийски окръг, административен център на община Баточина.
Разположено е в Поморавието, край река Велика Морава, Централна Сърбия.
При преброяването в Сърбия през 2011 година населението на селото възлиза на 5804 жители.